# 薮莺属
薮莺属（学名：Nesillas）是苇莺科下的一个属，属下物种分布于印度洋的马达加斯加、科摩罗及阿尔达布拉环礁。

## 词源
苇莺属的学名Nesillas由希腊语nēsos（岛屿，即马达加斯加岛）与illas（鸫）构成。

## 物种列表
- 马岛薮莺（英语：Malagasy brush warbler） Nesillas typica
- 荒漠薮莺（英语：Subdesert Brush Warbler） Nesillas lantzii
- 安岛薮莺（英语：Anjouan Brush Warbler） Nesillas longicaudata
- 大科摩罗岛薮莺（英语：Grand Comoro Brush Warbler） Nesillas brevicaudata
- 莫岛薮莺（英语：Moheli brush warbler） Nesillas mariae
- †阿达薮莺 Nesillas aldabrana